# Llista de doctors honoris causa per la Universitat de Barcelona
Llista de persones investides com a doctors honoris causa per la Universitat de Barcelona (actualitzada a octubre de 2021).
- Saul Perlmutter (2019)
- David Gozal (2019)
- Luigi Ferrajoli (2018)
- Luciano Vandelli (2018)
- Eugene Garfield (2016)
- Paul Preston (2016)
- Francesc Xavier Bosch i José (2016)
- Alfred Lewis Goldberg (2014)
- Mariano Barbacid Montalbán (2014)
- Rafael Correa (2014)
- Claudio Magris (2011)
- Edgar Morin (2010)
- Montserrat Caballé i Folch (2010)
- Rafael Foguet Ambrós (2010)
- Walter Jakob Gehring (2010)
- Josep Perarnau i Espelt (2009)
- John Brademas (2008)
- Elaine S. Jaffe (2008)
- Graça Machel (2008)
- Ferran Adrià i Acosta (2007)
- Roland Benz (2007)
- Eduard Feliu i Mabres (2007)
- Risto Näätänen (2007)
- Jordi Savall i Bernadet (2006)
- Carles Cordón i Cardó (2006)
- Jean Guilaine (2006)
- Peter Hänggi (2006)
- Jean-Pierre Serre (2004)
- Cesare Segre (2004)
- Félix Mirabel (2004)
- Graham Robert Vivian Hughes (2004)
- Riccardo Muti (2003)
- Francesc Xavier Pi-Sunyer (2003)
- Gonzalo Halffter (2002)
- Pietro Ingrao (2002)
- Josep Stiglitz (2002)
- Miquel Batllori i Munné (2002)
- Joaquín Bosque Maurel (2002)
- Carlos Eyzaguirre (2001)
- Miquel Civil i Desveus (2000)
- Emil R. Unanue (2000)
- Peter D. Wagner (1999)
- Joseph Gulsoy (1998)
- Kjell G. Fuxe (1998)
- Philip V. Tobias (1997)
- Antonio García Bellido (1997)
- Margherita Morreale (1997)
- Milton Santos (1996)
- Jordi Cervós (1996)
- Steven Weinberg (1996)
- Valentí Fuster (1996)
- Calyampudi Radhakrishna Rao (1995)
- Anthony Bonner (1995)
- Emanuel Rubin (1994)
- Claus Roxin (1994)
- Guido L. Weis (1994)
- E. Donnall Thomas (1994)
- John Elliott (1994)
- John Holbrook (1994)
- John Victor Murra (1993)
- Pierre Pichot (1993)
- Rodolfo R. Llinás (1993)
- Ulrich Mohr (1992)
- Edmond Benqué (1992)
- André Gouron (1992)
- Antoni Clavé (1992)
- Federico Mayor Zaragoza (1992)
- Roald Hoffmann (1992)
- Giuseppe Tavani (1992)
- Francesco Cossiga (1991)
- Franz Wieacker (1991)
- Giuseppe E. Sansone (1991)
- Evry Schatzman (1990)
- Ferdinando Bologna (1990)
- Peter Ludwig (1990)
- Francesco Giunta (1990)
- Fabio Roversi Monaco (1989)
- Josep Carreras i Coll (1989)
- Roger Guillemin (1988)
- Hans Günter Schlegel (1988)
- Antoni Tàpies i Puig (1988)
- Josep Ferrater i Mora (1988)
- Paulo Freire (1988)
- Victòria dels Àngels López García (1987)
- John B. West (1987)
- Raymond Barre (1987)
- Bruce Merrifield (1986)
- Francisco J. Ayala Pereda (1986)
- Pere Grases i Gonzàlez (1985)
- Theodor Hauschild (1984)
- Joan Fuster Ortells (1984)
- Josep Vicenç Foix i Mas (1984)
- Ignasi Ponsetí Vives (1984)
- Alberto Boscolo (1983)
- Josep Gudiol i Ricart (1983)
- Joseph Larner (1983)
- Alberto Sols García (1983)
- Julián de Ajuriaguerra (1983)
- Wilhelm Hoenerbach (1982)
- Romà Perpinyà i Grau (1982)
- Alfred Sauvy (1982)
- Francesc Orts i Llorca (1982)
- François Jacob (1982)
- Antonio Domínguez Ortiz (1981)
- Juan Negrín López (1980)
- Salvador Espriu i Castelló (1980)
- Joan Miró i Ferrà (1979)
- Frederic Mompou i Dencausse (1979)
- Pierre Vilar (1979)
- Jean Cheymol (1976)
- Francesc de Borja Moll i Casasnovas (1975)
- Henry Ey (1972)
- Ramon Maria Roca i Sastre (1972)
- Johannes Vincke (1972)
- Santiago Grisolía (1972)
- Michele Federico Sciacca (1972)
- François Perroux (1972)
- Jean Piaget (1970)
- Arturo Fernández Cruz (1970)
- Hermenegild Arruga i Liró (1970)
- Arthur Kornberg (1970)
- Jacobo L. Moreno (1968)
- Bernard B. Brodie (1967)
- Jean Delay (1967)
- César González Gómez (1967)
- Arthur Stoll (1967)
- Jean Giroux (1967)
- Guy Lazorthes (1965)
- Pierre Fabre (1965)
- Pau Casals i Defilló (1939)
- Paul Langevin (1939)
- Jean Barrin (1939)
- Walter B. Cannon (1939)
- Victor Basch (1939)
- Lucien Lévy-Bruhl (1939)
- Adolf Schulten (1936)
- Luis Siret (1934)
- Heinrich Finke (1934)
- Jaume Massó i Torrents (1934)
- Josep Puig i Cadafalch (1934)
- Emmanuel Hédon (1931) (metge francès)
- Émile Forgue (1931) (metge francès)

## Font
- Llistat de doctors i doctores honoris causa a la web de la Universitat de Barcelona